# Сабитов, Рустэм Нариманович
Сабитов Рустэм Нариманович (р. 5 декабря 1955, Уфа, БАССР, РСФСР, СССР) — советский, башкирский композитор, заслуженный деятель искусств Российской Федерации (2007) и Башкортостана (1997), лауреат Государственной премии Республики Башкортостан имени С. Юлаева, лауреат премии Союза композиторов России имени Д. Шостаковича

## Биография
Сабитов Рустэм Нариманович  родился 5 декабря 1955 года в Уфе в семье композитора и дирижёра Наримана Гилязовича Сабитова.  Учился в школе №3 г. Уфы. 
Окончил музыкально-теоретическое отделение Уфимского училища искусств, теоретико-композиторский факультет Уфимского государственного института искусств (класс доцента Е. Н. Земцова). После окончания института проходил стажировку в качестве дирижера оперно-симфонического оркестра в Большом театре России (1981-1983) у народного артиста СССР, профессора Ф. Мансурова. 
С 1980 года работал дирижёром симфонического оркестра Башкирского государственного театра оперы и балета, участвовал во многих  постановках театра, среди которых: «Моцарт и Сальери» Н. Римского-Корсакова, «Лебединое озеро» П. Чайковского, «Пер Гюнт» Э. Грига, «Служанка-госпожа» Дж. Перголези, «Вальпургиева ночь» Ш. Гуно, «Сильфида» Х. Левенсхольда, «Тайна золотого ключика» Н. Сабитова, «Бременские музыканты» Г. Гладкова и др. 
В 2005 году Сабитов совместно с крупнейшими композиторами России – Р. Леденевым, А. Эшпаем, А. Чайковским, Е. Подгайцем и др. - участвовал в уникальном творческом проекте - «Десять взглядов на десять заповедей» по случаю 15-летия всероссийской газеты "Музыкальное обозрение". По итогам юбилейного для этого музыкального издания года Р. Сабитов получил почётное звание «Музыкант года». 
Более десяти лет Р. Сабитов вёл класс композиции и камерного оркестра в Средней специальной музыкальной школе (ныне - Средний специальный музыкальный колледж) и класс оперной подготовки в Уфимском государственном институте искусств им. З. Исмагилова. 
Рустэм Сабитов пятнадцать лет возглавлял Союз композиторов Республики Башкортостан. С 1998 года – художественный руководитель Открытого конкурса музыкантов-исполнителей им. Н. Сабитова. 
С 2012 по 2013 год Рустэм Сабитов был генеральным директором Башкирского государственного театра оперы и балета.

## Творчество
Будучи студентом Р. Сабитов написал вокальный цикл «Пять романсов на стихи Г. Лорки», поэму «Любовь и смерть» на стихи М.Карима, хоровой цикл «Из японской поэзии» и обработки башкирских народных песен «Сонаим» и «Карабай». Среди первых крупных симфонических и камерно-сценических сочинений того времени - Концерт для скрипки с оркестром (дипломная работа), одноактный балет «Любовь и смерть» (1978) по мотивам восточных легенд.
В 1998 году Рустэм Нариманович написал балет «Прометей» по трагедии М. Карима. В 1999 году состоялось его концертное исполнение. В 2001 году за музыку к балету  «Прометей» Рустэму Сабитову была присуждена премия Союза композиторов России им. Д. Шостаковича.  В 2009 году состоялась премьера балета «Прометей» на сцене Башкирского театра оперы и балета (балетмейстер-постановщик И. Марков). В 2010 году за музыку к балету «Прометей» Рустэм Сабитов был удостоен Государственной премии Республики Башкортостан им. С. Юлаева.
Сочинения композитора: пять симфоний (2002, 2005, 2007, 2010, 2016), балеты «Любовь и смерть» (1979) и «Прометей» (1998), поэма «Памяти отца» для струнного оркестра и ударных (1987), концерты для скрипки (1980) и гобоя (1984) с оркестром, «Симфонические картины» (1992) и «Маленькая симфония в народном стиле» для камерного оркестра, двух кураев, кубыза и думбыры (1996), два струнных квартета (1978, 1992), соната для виолончели соло (1988) и др.

## Награды и звания
- Заслуженный деятель искусств Российской Федерации (2007)
- Заслуженный деятель искусств Республики Башкортостан (1997)
- Лауреат премии Союза композиторов России им. Д. Шостаковича (2001)
- Лауреат Государственной премии Республики Башкортостан им. С. Юлаева (2010)